# Суперкубок Кіпру з футболу 1998
Суперкубок Кіпру з футболу 1998 — 30-й розіграш турніру. Матч відбувся 8 вересня 1998 року між чемпіоном і володарем кубка Кіпру клубом Анортосіс та фіналістом кубка Кіпру клубом Аполлон.
| Володар Суперкубка Кіпру 1998 |
| ----------------------------- |
|                               |
| Анортосіс Четвертий титул     |

## Матч

### Деталі
| 8 вересня 1998 |

| Анортосіс | 4:1 | Аполлон |
| --------- | --- | ------- |
|           |     |         |

| Стадіон «ГСЗ», Ларнака |